# Telegraferingsnyckel

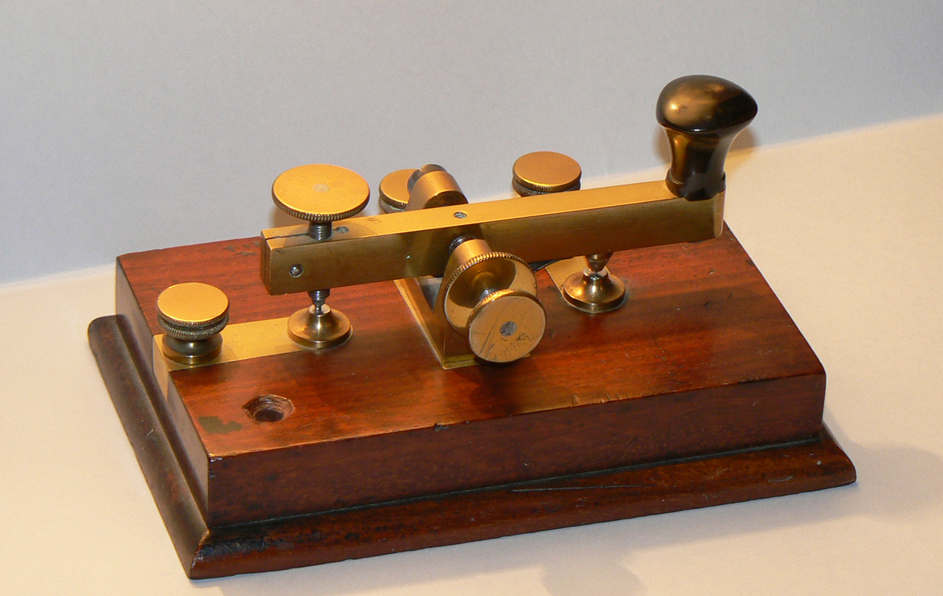
Klassisk telegrafnyckel. (1880)

Telegraferingsnyckel, även telegrafnyckel, är en apparat för generering av morsetecken vid telegrafi.

## Etymologi
Ordet telegraferingsnyckel har sitt ursprung i en felöversättning från engelska "key", som visserligen kan betyda nyckel, men som i detta sammanhang borde ha översatts till alternativet tangent. Jämför tangenter på ett piano och andra musikinstrument, som är keys på engelska liksom keyboard som heter tangentbord på svenska. Det tyska ordet för telegraferingsnyckel är korrekt, nämligen Taste (tangent), inte Schlüssel = nyckel. En grupp av tangenter (tangentbord) kallas tastatur, d.v.s. samma rot som tyska Taste.

## Funktion
Telegraferingsnyckeln utgör en enkel form av strömställare som manuellt sluter och bryter en strömkrets. Då nyckelns hävarm trycks ned slutes strömkretsen, och då hävarmen släpps upp brytes strömkretsen. På så sätt bildas pulser, som går vidare till en telegraflinje eller radiosändare. För övningsändamål kan nyckeln anslutas till en tongenerator, vars pulser kan avlyssnas i en högtalare eller hörtelefoner.

## Elbugg
En variant av telegraferingsnyckel är elbuggen. Med elbugg avses egentligen bara den elektroniska enhet som alstrar korta och långa teckendelar. Den enhet som telegrafisten manövrerar kallas manipulator. Det finns olika typer av manipulatorer, men den jambiska manipulatorn är den absolut vanligaste. Ordet jambisk kommer från den gamla grekiska versfoten jamb. Nycklingen sägs härma rytmen i dikter skrivna med jambiskt versmått. Fördelen med jambisk nyckling är att om man trycker in båda paddlarna samtidigt så sänds omväxlande korta och långa teckendelar. Beroende på vilken paddel man tryckte in först sänds sekvensen kort-lång-kort eller lång-kort-lång och så vidare tills paddlarna släpps. Genom att trycka in den vänstra paddeln med tummen fås korta teckendelar och den högra med pekfingret eller långfingret fås långa teckendelar för högerhänta. Vänsterhänta har också korta teckendelar på tummen och långa på pekfingret eller långfingret. Man skiftar alltså elektriskt på paddlarna för vänsterhänta. Vill man alstra bokstaven K till exempel, så trycker man in pekfingret eller långfingret lite innan man trycker in tummen och håller kvar tills man hört dah-di-dah, lång-kort-lång som är tecknet för K. På detta sätt kan man bygga upp en rad tecken med minsta möjliga handrörelser. Det går att nyckla i hastigheter som inte är möjliga med manuella eller mekaniska morsenycklar. Ofta har elbuggen också logik för att hålla avståndet mellan olika tecken i ett ord konstant beroende på inställd hastighet. Om telegrafisten avslutar ett tecken för tidigt påbörjas alltså inte nästa tecken förrän tidsavståndet är korrekt. På så sätt är endast tidsavståndet mellan olika ord det som telegrafisten måste hålla reda på och det är det minst kritiska för att motstationen skall uppfatta meddelandet korrekt. En elbugg är på så sätt helt överlägsen alla manuella och mekaniska telegraferingsnycklar då det gäller att skapa korrekt telegrafi. En elbugg kan ha inbyggd manipulator, eller en extern manipulator som kopplas till enheten. Elbuggen är speciellt lämplig vid höghastighetstelegrafering på grund av ovan nämnda fördelar, och är idag den absolut vanligaste bland telegrafister tillsammans med en jambisk manipulator.

## Vibroplex
Vibroplex — namnet har kommit att allmänt användas för denna typ av nycklar, men är i grunden ett inregistrerat varumärke — är en typ av nyckel eller snarare manipulator som, i motsats till den elektriska elbuggen, är helt mekanisk. Den fungerar så att man med en paddel genererar långa teckendelar, genom att trycka paddeln åt ett håll. När man trycker paddeln åt andra hållet genereras korta teckendelar genom att kontakten är försedd med en tyngd, och denna tyngd är monterad på kontakten som är en fjäder, resultatet blir en pendelrörelse. Genom att flytta denna tyngd kan man få denna manipulator att generera korta teckendelar av olika längd; man ställer sålunda sändningshastigheten genom att flytta tyngden.
Vibroplexnyckeln utgör det mest kända fabrikatet av de nycklar som brukar kallas "mekaniska buggar" av telegrafister. Då endast de korta teckendelarna genereras mekaniskt med fast tidsintervall beroende på inställd hastighet, har telegrafisten att manuellt generera långa teckendelar med korrekt varaktighet. En lång teckendel skall vara tre gånger så lång som en kort i varje given hastighet. Att långa teckendelar måste genereras manuellt samt att korta genereras mekaniskt kräver skicklighet av telegrafisten för att nycklingen skall låta bra. Tyvärr finns det alldeles för många telegrafister som inte har tillräcklig vana vid denna sorts manuella buggar och den sända telegrafin låter då mycket illa och är svår att tolka även för den mest erfarne telegrafist. Ett vanligt sändningsfel är att de korta teckendelarna blir alldeles för korta i förhållande till den genomsnittliga sändningshastigheten.
Elbuggen genererar både korta och långa tecken elektroniskt med korrekt längd. Dessutom har de flesta elbuggar även logik för att generera korrekt mellanrum mellan olika tecken i ett och samma ord. Det enda tidsrelaterade telegrafisten måste hålla reda på med en sådan elbugg är tidsmellanrummet mellan olika ord. Därför ger en elbugg överlägsen kvalitet på det sända alldeles oavsett telegrafistens skicklighet. Dock ger en mekanisk bugg av typ Vibroplex en individuellt färgad telegrafi som beror på hur telegrafisten hanterar nyckeln. En skicklig telegrafist kan få en Vibroplex att låta perfekt.

## Bilder

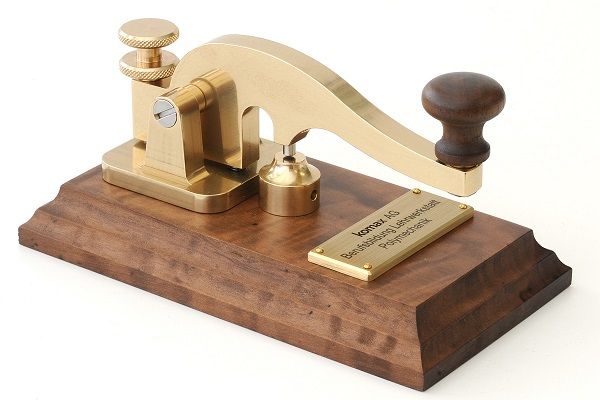
Telegraferingsnyckel
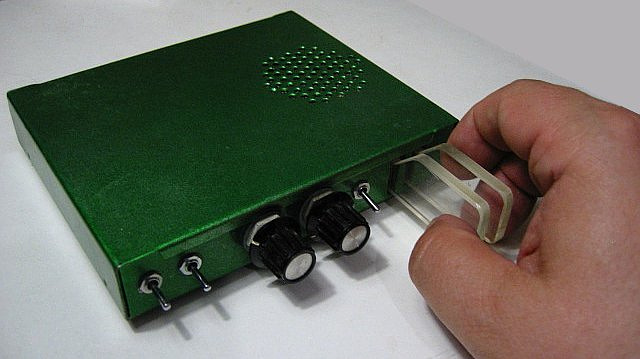
El-bugg med inbyggda paddlar
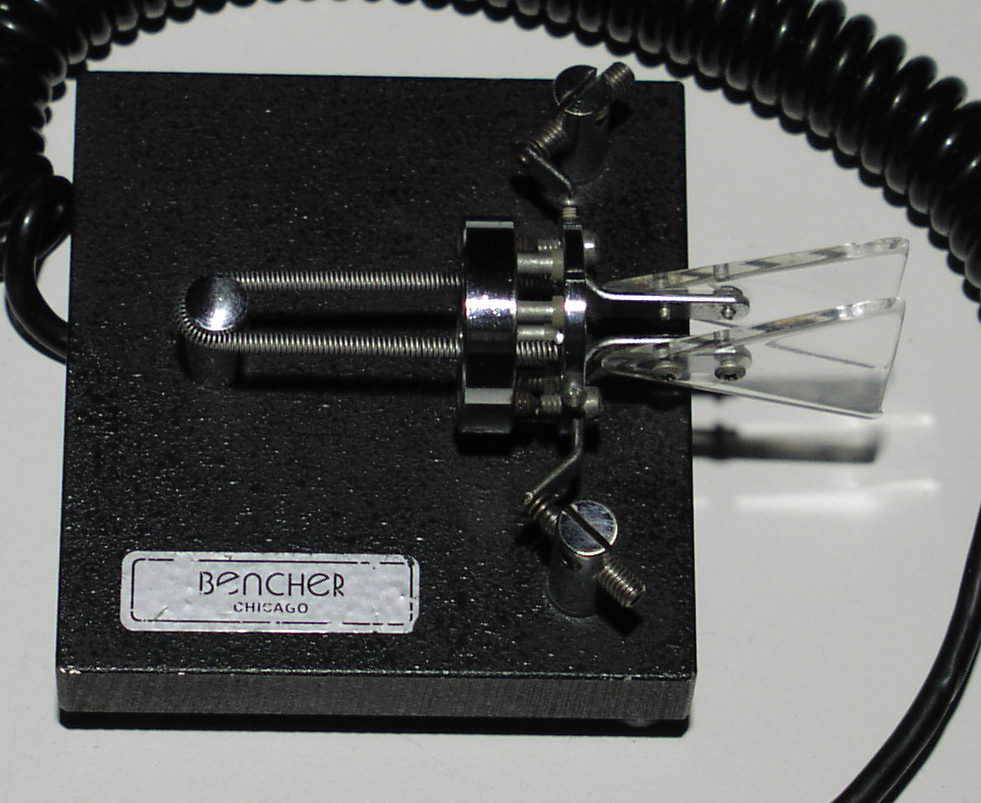
Fristående manipulator med paddlar till elbugg
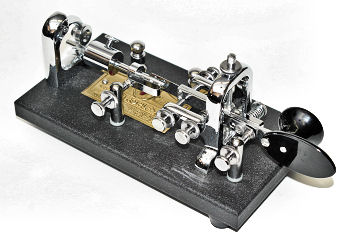
Vibroplex manipulator